# Oskar Seipold
Oskar Seipold (* 28. November 1889 in Łódź, Russisches Kaiserreich; † 29. Dezember 1966 in Haan) war ein kommunistischer Politiker.

## Leben
Der gelernte Töpfer Seipold wanderte 1907 nach Deutschland aus, wo er unter anderem in der Textilindustrie arbeitete und sich 1909 der SPD anschloss. 1911 kehrte Seipold nach Russland zurück und absolvierte, da russischer Staatsbürger, seinen Militärdienst im Zarenreich; im Ersten Weltkrieg Soldat, geriet er in deutsche Kriegsgefangenschaft.
1919 wurde Seipold deutscher Staatsbürger und trat der USPD bei, 1920 der KPD, in der er zum linken Flügel zählte. 1921 wegen drohender Verhaftung nach Litauen geflohen, war Seipold 1923 in Aufstandsvorbereitungen in Ostpreußen involviert. Hierfür wurde er, der inzwischen die örtliche KPD-Zeitung Echo des Ostens leitete, 1924 zu fünf Jahren Haft verurteilt.
1927 freigelassen, fungierte er bis 1929 als Sektionschef des Rotfrontkämpferbundes in Ostpreußen. Im Februar 1930 wurde er, dessen trotzkistische Sympathien immer deutlicher geworden waren, aus der KPD ausgeschlossen, nachdem er sich geweigert hatte, sein Mandat im Preußischen Landtag, das er Anfang 1930 als Nachrücker für Ernst Meyer eingenommen hatte, niederzulegen. Anschließend trat er der (Vereinigten) Linken Opposition der KPD (LO) bei. Aufgrund eines an sein Landtagsmandat gekoppelten Freifahrtscheines der Reichsbahn nahm Seipold in den nächsten zwei Jahren für die LO eine unverzichtbare Rolle als Veranstaltungsreferent und bei der Koordination zwischen Parteileitung und den Ortsgruppen ein.
Am zweiten März 1933 von der Gestapo in Insterburg/Ostpreußen festgenommen, wurde Seipold bis Ende des Jahres in verschiedenen Gefängnissen festgehalten, zuletzt im sog. alten Zuchthaus in Brandenburg an der Havel. Nachdem er 1934 wegen der Verbreitung antifaschistischer Flugblätter aufgefallen war, floh Seipold zunächst nach Prag, wo ihn die KPD als „Faschisten“ verleumdete. Ende Januar 1935 kehrte er in seine Heimatstadt Łódź zurück, wo er die deutsche Besatzung ab 1939 mit Hilfe falscher Identitäten und zeitweise im Untergrund überlebte. In dieser Zeit änderte Seipold den Namen in Sepold. Im Oktober 1945 ging Sepold zunächst nach Crimmitschau/Sachsen, wo ihm die kommunistische Partei einen Funktionärsposten anbot.
Auf politischen Kundgebungen, auf denen Sepold Reden hielt, äußerte er sich z. T. kritisch zum Regime der sowjetisch besetzten Zone. Nach einer Warnung über seine anstehende Verhaftung floh er am dritten März 1949 in die Bundesrepublik. Ohne zukünftig politisch besonders aktiv zu sein, war Oskar Sepold weiterhin ein engagiertes Parteimitglied der SPD und ein überzeugter Gewerkschafter. Seit Anfang 1951 in Haan/Rheinland wohnend begann Sepold seine Mitarbeit in den Paul-Spindler-Werken (Textil) in Hilden/Rheinland, zunächst bei der Errichtung der Fabrikgebäude und dann in den Textilwerken selbst. In den Paul-Spindler-Werken gehörte er über viele Jahre, bis zu seiner Rente, als Obmann dem Betriebsrat an und wirkte maßgeblich zusammen mit der Werksleitung an der Spindlerschen Arbeitermitbestimmung („Partnerschaft von Kapital und Arbeit“) mit.